# Miciurin
Miciurin è un comune della Moldavia situato nel distretto di Drochia di 1.608 abitanti al censimento del 2004